# Каврайский, Владимир Владимирович
Владимир Владимирович Кавра́йский (10 [22] апреля 1884, Симбирская губерния — 26 февраля 1954, Ленинград) — советский астроном, геодезист и картограф; инженер-контр-адмирал (1944). Лауреат Сталинской премии третьей степени (1952).

## Биография
Родился 10 (22) апреля 1884 года в селе Жеребятниково (ныне в Майнском районе Ульяновской области). Принадлежит к дворянскому роду Каврайских. Окончил Симбирскую мужскую классическую гимназию. В 1916 окончил Харьковский университет. С 1921 работал в Военно-морской академии (с 1935 года — профессор). С 1944 — инженер-контр-адмирал. В 1922—1939 годах преподавал курсы астрономии и инструментоведения в Ленинградском горном институте.
Основные труды в области математической картографии и астрометрии. Занимался обобщением свойств картографических проекций, установлением математических критериев их оценки, а также разработкой оригинальных проекций, ныне носящих его имя (проекция Каврайского), для карт мира и отдельных частей земной поверхности. Интересны его работы, посвященные изготовлению глобусов. Разработал метод совместного определения времени и широты (способ Каврайского) для выполнения точных астрономических наблюдений в высоких широтах (от +60 до +80). Метод основан на наблюдении не менее двух пар звезд попарно на равных высотах. Ввел усовершенствование в обработку наблюдений пар звезд по способу Певцова на нескольких нитях. Занимался теорией астрономических инструментов и их конструированием. Изобрел новые оптические приборы — пеленгатор и наклономер, с помощью которых навигационные и астрономические определения места корабля стали проще и доступнее даже в условиях недостаточной освещенности. Автор нескольких разделов в коллективном труде «Введение в практическую астрономию», был его ответственным редактором. В 1956—1960 опубликованы «Избранные труды» Каврайского в 2-х томах.
Умер 26 февраля 1954 года в Ленинграде. Похоронен на Пулковском кладбище.

## Награды и премии
- Сталинская премия третьей степени (1952) — «за создание новых мореходных инструментов — пеленгатора и наклономера»
- орден Ленина (1945)
- два ордена Красного Знамени (1944, 1947)
- орден Трудового Красного Знамени (1944)
- 2 медали[4][5].

## Память
В честь В. В. Каврайского названы:
- гора Каврайского (Курильские острова, остров Уруп, название присвоено не позже 1949 г.)[6];
- горы в Антарктиде (горы Каврайского, Земля Виктории, 70°28′ ю.ш., 161°10′ в.д., горы открыты и нанесены на карту Советской Антарктической экспедицией в 1958 году, название присвоено не позже 1959 года)[6].